# Victoria Dillard
Victoria Dillard (* 20. September 1969 in New York City) ist eine US-amerikanische Schauspielerin.

## Kurzbiografie
Schon im Alter von fünf Jahren begann Victoria Dillard am Dance Theatre of Harlem mit der Schauspielerei und blieb dort bis zu ihrem 18. Lebensjahr. In dieser Zeit trat sie u. a. in Porgy and Bess an der Metropolitan Opera auf.
Danach ging sie mit dem Stück ‚A Funny Thing Happened on the Way to the Forum‘ mit Mickey Rooney auf Tour. Victoria Dillard hatte auch einen Gastauftritt in einer Episode der Science-Fiction-Serie Raumschiff Enterprise: Das nächste Jahrhundert.
Ihren wohl größten Auftritt hatte sie 1991 im Spielfilm Ricochet – Der Aufprall an der Seite von Denzel Washington als dessen Ehefrau.
Victoria Dillard lebt zurzeit in Los Angeles und schreibt auch Drehbücher für den Film.
Sie war früher die langjährige Freundin von Laurence Fishburne; sie lernten sich beim Dreh des Films Jenseits der weißen Linie kennen.

## Filmografie (Auswahl)
- 1987: Raumschiff Enterprise: Das nächste Jahrhundert (Star Trek: The Next Generation, Fernsehserie, eine Folge)
- 1988: Der Prinz aus Zamunda (Coming to America)
- 1990: Internal Affairs – Trau’ ihm, er ist ein Cop (Internal Affairs)
- 1991: Ricochet – Der Aufprall (Ricochet)
- 1992: Jenseits der weißen Linie (Deep Cover)
- 1994: Killing Obsession
- 1994: The Glass Shield
- 1995: Statistically Speaking
- 1995: Out-of-Sync
- 1996–2000: Chaos City (Spin City, Fernsehserie, 90 Folgen)
- 1997: Schwarze Wut (The Ditchdigger’s Daughters)
- 1999: The Best Man – Hochzeit mit Hindernissen (The Best Man)
- 2001: Frauenpower (Family Law, Fernsehserie, eine Folge)
- 2001: Ali
- 2003: Tara (Hood Rat)
- 2004: Law & Order (Fernsehserie, eine Folge)
- 2007: Criminal Intent – Verbrechen im Visier (Law & Order: Criminal Intent, Fernsehserie, eine Folge)
- 2009: The Unusuals (Fernsehserie, eine Folge)